# Teletransfor
De teletransfor is een uitvinding uit de stripreeks Suske en Wiske. Met dit apparaat kunnen afbeeldingen van schilderijen tot leven worden gewekt.
Professor Barabas heeft de teletransfor ontworpen in het verhaal Het rijmende paard (1962). Door een schilderij te bestralen met de machine wordt het beeld (dat geraakt wordt door de straal) naar de cabine van het apparaat gehaald. Dit zorgt ervoor dat professor Barabas deze objecten kan bestuderen in zijn laboratorium (of de personen kan ondervragen). Door de werking van het apparaat om te keren kunnen de objecten na afloop weer teruggeplaatst worden op het schilderij.
In 2017 blijkt dat professor Barabas een geheel nieuwe teletransfor heeft gemaakt. De oude teletransfor was technisch totaal verouderd. De nieuwe teletransfor is draagbaar en de personen of objecten worden niet langer naar een cabine getransporteerd, maar verschijnen door een tweede druk op de knop in de ruimte waar de teletransfor zich bevindt. Terugzetten op het schilderij kan hierbij door het object opnieuw te raken met de straal in de buurt van het schilderij waar het vandaan komt. Het object komt dan vanzelf weer op het schilderij te staan. Het is met deze versie tevens mogelijk om objecten uit films of van reclameposters te halen. Kortom alles wat maar op de muur hangt kan ermee tot leven gewekt worden.
In 2023 heeft hij de Teletransfor nog meer verfijnd. Hij kan er nu zelfs moleculen mee omzetten in beelden en deze vervolgens op een scherm projecteren. Op deze manier kan hij er verdwenen krijttekeningen uit het verleden mee zichtbaar maken. Hiermee wordt de Teletransfor een modernere versie van de allereerste Teletijdmachine, zoals die werd geïntroduceerd in Het eiland Amoras. Deze kon ook alleen beelden uit het verleden projecteren op een scherm. In 2024 heeft hij de Teletransfor nog meer verfijnd, zodat hij ook personen of zaken uit boeken kan halen en personen in stripverhalen kan plaatsen. 

## Verhalen
Verhalen waarin de teletransfor een rol speelt:
- Het rijmende paard (1962)
- De dulle griet (1966)
- De vinnige viking (1975)
- Het Bretoense broertje (1983)
- De macabere macralles (1993)
- De nachtwachtbrigade (2006)
- Barabas de Balorige (2013)
- Het Monamysterie (2017)
- De Krijtkampioen (2023)
- De boekenduikers (2024)

Buiten de (reguliere) vierkleurenreeks:
- De macabere macralles (1993)

Ook in De zaak Krimson, het eerste verhaal uit De Kronieken van Amoras, speelt de teletransfor een rol als de vrienden terugdenken aan de gebeurtenissen in Kalmthout.